# Tawang (Wates)
Tawang is een bestuurslaag in het regentschap Kediri van de provincie Oost-Java, Indonesië. Tawang telt 9756 inwoners (volkstelling 2010).